# انتقال (هندسه)

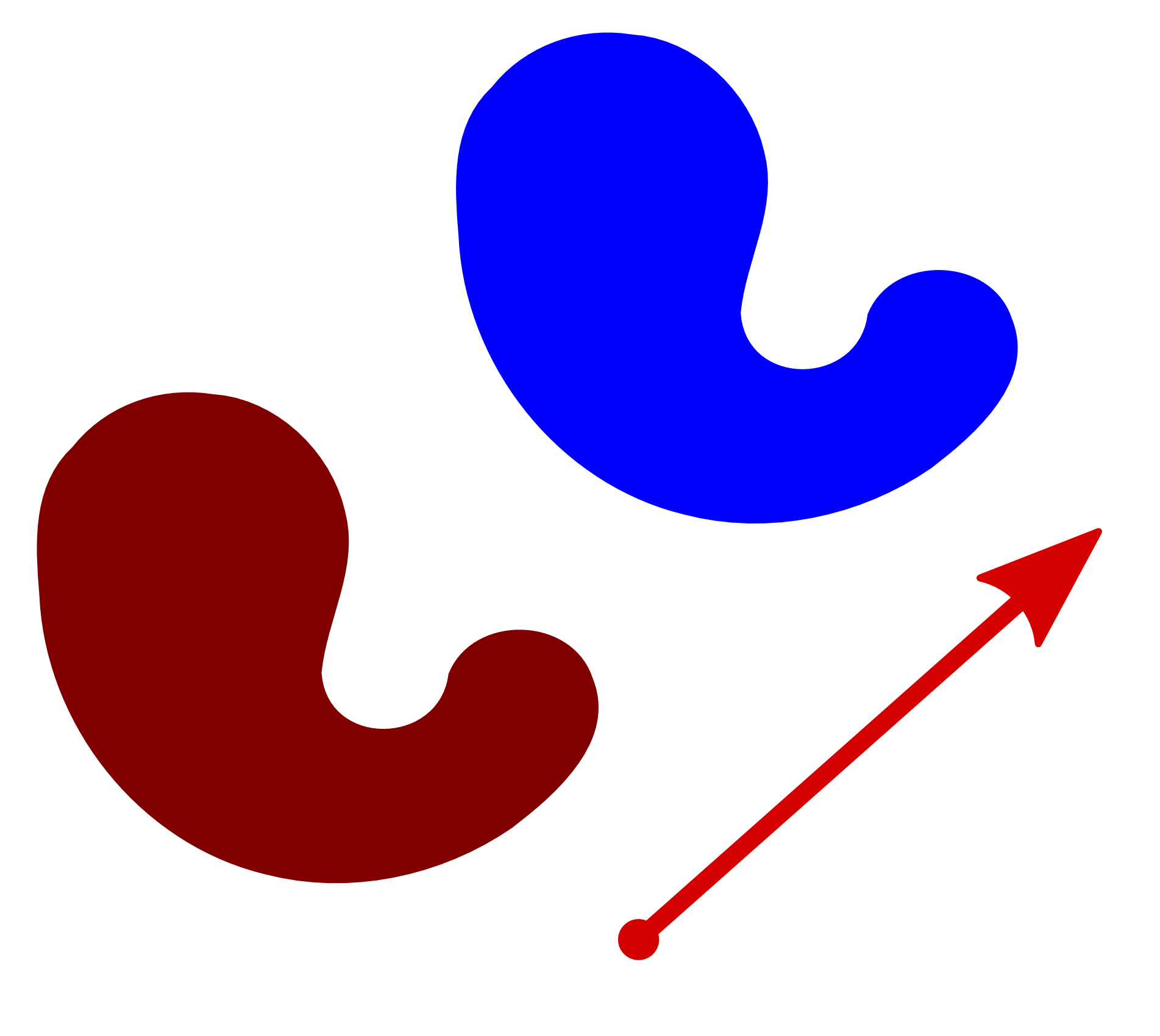
انتقال تمامی نقاط یک فضا را در جهتی معین به مقدار ثابتی انتقال می‌دهد.

در هندسه اقلیدسی، تراجایش یا انتقال (به انگلیسی: Translation) عملی است که طی آن تمامی نقطه‌ها به اندازه‌ای ثابت در جهتی خاص تراجاییده می‌شوند (انتقال داده می‌شوند). به عبارت دیگر، برداری ثابت به تمامی نقطه‌ها افزوده می‌شود. تراجایش یکی از حرکت‌های صلب (بازتاب و چرخش دو حرکت صلب دیگر هستند) است.
در تراجایش، هر نقطهٔ جسم مانند {\displaystyle (x,y,z)} با استفاده از رابطهٔ زیر به نقطهٔ جدید منتقل می‌شود:
{\displaystyle (x,y,z)\to (x+\Delta x,y+\Delta y,z+\Delta z)}
که در رابطهٔ بالا، {\displaystyle (\Delta x,\Delta y,\Delta z)} بردار ثابت تراجایش است.
برای یک جسم در فضا، جابجایی می‌تواند حاصل جمع سه جابجایی در راستای سه محور باشد که به جسم سه درجه آزادی می‌دهد. در حقیقت حرکت کلی یک جسم صلب در فضای سه‌بعدی، حاصل ۳ جابجایی در راستای ۳ محور و ۳ دوران به دور ۳ محور (۶ درجه آزادی) است؛ ولی برای یک ذره، با توجه به در نظر نگرفتن ابعاد آن، دوران معنی نمی‌دهد و ذره تنها ۳ درجه آزادی دارد.